# Yuki Abe
Yuki Abe (født 6. september 1981) er en japansk professionel fodboldspiller, som spiller for den japanske fodboldklub Urawa Red Diamonds. Han er midtbanespiller, og er også en del af det japanske fodboldlandshold. Abe har spillet for flere forskellige klubber i sin karriere, blandt andet JEF United Ichihara Chiba og Leicester City
Han blev desuden udtaget til Japans VM-trup ved VM i fodbold 2010 i Sydafrika.